# 何愷
何愷（约1701年—1762年），字君壽，廣東香山小欖（今屬中山市），清朝政治人物，貢生出身。

## 生平
曾于乾隆二十年（1755年）接替张德涵任延平府知府一职，乾隆二十一年（1756年）由李星聚接任。乾隆二十七年（1762年）接替陶紹景，於台灣擔任台灣府台灣縣知縣。管轄約今台灣南部之嘉義縣、嘉義市、台南縣、市全境及高雄縣部份區域。該區域面積約為4500平方公里，也是清治時期台灣島之漢人集中地所在。
| 官衔          | 官衔                          | 官衔          |
| ------------- | ----------------------------- | ------------- |
| 前任： 宋清源 | 台灣府海防補盜同知 1737年上任 | 繼任： 余文儀 |
| 前任： 张德涵 | 延平府知府 1756年上任         | 繼任： 李星聚 |
| 前任： 陶紹景 | 台灣府台灣縣知縣 1762年上任   | 繼任： 王瑛曾 |